# Melgaço (Brazilië)
Melgaço is een gemeente in de Braziliaanse deelstaat Pará. De gemeente telt 17.657 inwoners (schatting 2009).

## Aangrenzende gemeenten
De gemeente grenst aan Breves, Gurupá, Portel en Porto de Moz.
En over water via de baai Baía das Bocas met de gemeente Bagre.